# Leonardo Guzmán Cortés
Leonardo Guzmán Cortés (Antofagasta, 6 de febrero de 1890-Santiago, 6 de mayo de 1971) fue un médico y político chileno, miembro del Partido Radical (PR). Se desempeñó como parlamentario en varios periodos legislativos, así como ministro de Estado durante las vicepresidencias de Manuel Trucco Franzani y Jerónimo Méndez, y en la presidencia de Pedro Aguirre Cerda.
Es considerado como uno de los pioneros de la oncología en Chile, sentando las bases de la Sociedad Chilena de Cancerología. En su memoria, el Hospital Regional de Antofagasta lleva su nombre desde 14 de octubre de 1972.

## Familia y estudios
Nació en la comuna chilena de Antofagasta el 6 de febrero de 1890, hijo de Luis Samuel Guzmán Luco y Juana Cortés Arancibia. Realizó sus estudios primarios y secundarios en la Escuela N°1, en el Liceo de Hombres de Antofagasta; y en el Liceo en Valparaíso. Continuó los superiores ingresando a estudiar medicina en la Universidad de Chile, obteniendo su título profesional en agosto de 1913.
Se casó inicialmente con Dora Bell. Posteriormente conoció a la psiquiatra Erika Bondiek Rukser, descendiente alemana radicada en Chile, con quién contrajo segundas nupcias en 1940. De su matrimonio con Bondiek tuvo dos hijos: Leonardo, nacido el 30 de marzo de 1941, y Sergio, nacido el 11 de noviembre de 1942. Ambos seguirían la senda de sus padres, dedicándose a la medicina.

## Carrera médica
Realizó su práctica profesional en la localidad de Pisagua. En 1912 fue miembro de la Comisión que combatió la fiebre amarilla en la comuna de Tocopilla. Primero ejerció en el Hospital de Bulnes, hasta 1916. Posteriormente se incorporó al Hospital del Salvador, en Antofagasta donde trabajó durante diez años, llegando a convertirse en jefe de la unidad de cirugía hasta 1926.
En 1926 viajó a Estados Unidos para cursar estudios sobre cancerología en las universidades Johns Hopkins, Nueva York y de Harvard. Fue alumno de Marie Curie durante un año. Tras retornar al país decidió radicarse en Santiago, donde ejerció como director del Servicio Médico del Seguro Social, labor que cumplió hasta 1928.
En 1929 se integró al Hospital San Borja Arriarán. Luego ingresó al equipo médico del Instituto Nacional del Radium en 1931, del que fue uno de sus fundadores y cuya dirección alcanzó en 1933, y desempeñandose en ese mismo año como profesor extraordinario de cancerología. También fue presidente de la Sociedad de Cirugía de Chile en 1933 (la que posteriormente se transformaría en la Sociedad de Cirujanos de Chile, en 1952).
El 11 de mayo de 1938 formó la Liga Chilena contra el Cáncer, sentando las bases para la estructuración de la Sociedad Chilena de Cancerología, con la creación de facto de esta última.
Fue elegido miembro de número junto con Alfonso Asenjo por el Consejo de Rectores de las Universidades Chilenas, para fundar la Academia de Medicina el 26 de octubre de 1964, junto con Armando Larraguibel, Emilio Croizet (designados por el presidente Jorge Alessandri) y Hernán Alessandri (designado por la Universidad de Chile).

## Carrera política
Militante del Partido Radical (PR), en las elecciones parlamentarias de 1921, fue elegido como diputado por Antofagasta, por el período legislativo 1921-1924. Durante su gestión fue diputado reemplazante en la Comisión Permanente de Relaciones Exteriores y Colonización; e integró la Comisión Permanente de Asistencia Pública y Culto.
Seguidamente, en las elecciones parlamentarias de 1925, fue reelegido como diputado pero por la Segunda Circunscripción Departamental (correspondiente a los departamentos de Tocopilla, El Loa, Antofagasta y Taltal), por el período 1926-1930. En esa ocasión integró la Comisión Permanente de Relaciones Exteriores. En el ejercicio de este cargo, viajó a Estados Unidos, donde se dedicó a estudiar sobre el cáncer. Como consecuencia de aquello, por haberse ausentado del país más de 30 días y sin permiso, se declaró el cargo vacante, y fue elegido en su reemplazo, el 3 de julio de 1927, Héctor Marino Meléndez.
El 3 de septiembre de 1931, fue nombrado como ministro de Educación Pública durante la vicepresidencia de Manuel Trucco, tras la caída del general Carlos Ibáñez del Campo; ejerciendo el cargo hasta el 15 de noviembre del mismo año.
Paralelamente, formó la UNO junto a los médicos Sótero del Río y Waldemar Coutts Billwiller, una entidad paramilitar que se integró a las filas de la Milicia Republicana de Eulogio Sánchez. Participó activamente durante el golpe de Estado del 4 de junio de 1932 en lograr el retiro de los militares del poder.
Tras el fallecimiento de Benigno Acuña, el 13 de agosto de 1934, se presentó a elecciones parlamentarias complementarias para llenar la vacante disponible en la Cámara de Diputados. Finalmente resultaría vencedor el liberal Rodolfo Döll.
El 6 de octubre de 1941, fue nombrado como ministro del Interior por el gobierno del presidente Pedro Aguirre Cerda, desempeñandose en el cargo hasta el 10 de noviembre de 1941; reasumiendo ese mismo día, siendo vicepresidente de la República, el ministro del Interior,  Jerónimo Méndez; por último, sirvió el cargo hasta el 21 de noviembre del mismo año.
Debido al nombramiento del senador Osvaldo Hiriart Corvalán como ministro del Interior por el gobierno del presidente Juan Antonio Ríos, según el decreto del 1 de septiembre de 1943, se incorporó al Senado —en representación de la 1ª Agrupación Provincial (correspondiente a las provincias de Tarapacá y Antofagasta), por el período 1937-1945— el 2 de noviembre de 1943, tras haber sido elegido como candidato único en las elecciones complementarias de 1943. En esa oportunidad fue senador reemplazante en la Comisión Permanente de Higiene, Salubridad y Asistencia Pública.
Como parlamentario, se preocupó de temas sociales y de salud pública; fue autor de proyectos sobre asistencia social; de legislación sobre el yodo; construcción del Liceo de Antofagasta; mejora de las condiciones de los empleados particulares.
Falleció en Santiago de Chile, el 6 de mayo de 1971.

## Obra escrita
Fue autor de numerosos artículos sobre el cáncer y su tratamiento; y redactó un informe respecto a las consecuencias de los bombardeos atómicos en Hiroshima, Nagasaki y Bikini.
- Notas sobre el cáncer del pene, 1931.
- Notas sobre la cancerología en Chile, 1960.
- Mis recuerdos de estudiante, 1964.
- El espíritu de Lucas Sierra, 1966.
- Un episodio olvidado de la historia nacional, 1966.
- Notas sobre la austera vida de Pascual Baburizza S., 1967.

## Homenajes
Fue galardonado con el Ancla de Oro en 1960 por la Municipalidad de Antofagasta. El 14 de octubre de 1972, durante el gobierno del presidente Salvador Allende, fue designado con su nombre el Hospital Regional de Antofagasta.